# Ploudiry
Ploudiry (tiếng Breton: Plouziri) là một xã của tỉnh Finistère, thuộc vùng Bretagne, miền tây bắc Pháp.

## Dân số
Người dân ở Ploudiry được gọi là Ploudiriens.